# Commelina bambusifolioides
Commelina bambusifolioides är en himmelsblomsväxtart som beskrevs av Eizi Matuda. Commelina bambusifolioides ingår i släktet himmelsblommor, och familjen himmelsblomsväxter.
Artens utbredningsområde är Guatemala. Inga underarter finns listade.